# Celina Pereira
Celina Pereira (Ilha da Boa Vista, 10 de setembro de 1940 - Almada,17 de dezembro de 2020) foi uma cantora, escritora e educadora cabo-verdiana. Conhecida por ser uma embaixadora da cultura de seu país e usava sua música para em prol da preservação da memória coletiva do povo cabo-verdiano. Celina foi uma propulsora da campanha que fez com que a morna, género musical cabo-verdiano, se tornasse Património Imaterial da Humanidade da Organização das Nações Unidas para a Educação, Ciência e Cultura (UNESCO).

## Biografia
Natural da Ilha da Boa Vista em Cabo Verde, Celina mudou-se com a sua família numerosa para Ilha de São Vicente quando contava apenas seis anos de idade. Era a única ilha onde havia liceu e os pais queriam que a irmã mais velha continuasse os estudos. Já na época, Celina navegava entre duas línguas - o português e o criolo. Na escola que frequentava, durante o regime de Salazar, era proibido falar criolo e a geografia que se aprendia era a de Portugal Continental. Era sobrinha do político revolucionário Aristides Pereira, que em 1956, fundou com Amílcar Cabral o Partido Africano para a Independência da Guiné e Cabo Verde (PAIGC) e que viria a ser o primeiro presidente da república do país, permanecendo no cargo entre 1975 e 1991.
Aos oito anos começou a cantar como solista do orfeão, na igreja protestante. Seguiu-se o “Eden Parque”, no Mindelo, e os seus Serões para Trabalhadores, sempre às escondidas do pai. A sua primeira actuação profissional foi em 1968, com 25 anos, a convite do Grupo Ritmos Cabo-Verdianos.  Seguiram-se os convites de Bana para actuar nos saraus que organizava.

## Percurso
Estudou em Viseu na década de 1960 e em 1970 se mudou para Lisboa, onde viveu até o fim da vida, para continuar os estudos e onde rapidamente passou a ser uma referência da diáspora cabo-verdiana e da sociedade portuguesa, com presença permanente na televisão. Fruto do seu trabalho de investigação, recuperou boa parte da tradição cultura do arquipélago perdida no tempo, como mazurcas, cantigas de casamento e mornas, cantigas de roda, lunduns, choros, lenga-lengas e toadas rurais. Estreou-se na televisão no programa Arroz Doce, de Júlio Isidro, por ocasião do lançamento do disco Mar Azul - Cantá Mudjers, uma gravação a várias vozes resultante do Festival de Vozes Femininas, organizado pela Organização das Mulheres de Cabo Verde (OMCV), na Cidade da Praia, em Março de 1985. Foi a partir daí que a sua carreira teve maior impulso, não só na gravação de discos a solo como no trabalho com outros músicos, de várias nacionalidades.O seu primeiro single  "Bobista, Nha Terra/Oh, Boy!" foi editado em 1979 pela etiqueta Discos Monte Cara do cantor Bana mas só em 1986 lançou o primeiro disco "Força di Cretcheu" (Força do Meu Amor), que inclui histórias e cantigas de roda, brincadeira, casamento e trabalho. 
Celina Pereira desenvolveu actividades em diversas áreas da comunicação, nomeadamente como jornalista de rádio e contadora de estórias, actividade iniciada em liceus e escolas de Boston, Massachussets, nos Estados Unidos, desde 1990, quando também  lançou o LP "Estória, Estória... No Arquipélago das Maravilhas" que contou com a colaboração de Paulino Vieira.
Em 1998, o disco "Harpejos e Gorjeios", ela canta em crioulo e português e contou com a direcção musical de Zé Afonso. Nele, interpreta a morna "Bejo de Sodade", da autoria de B. Leza, com o fadista Carlos Zel.
Colaborou com Martinho da Vila no tema "Nutridinha do Sal" do disco "Lusofonia", de 2000 e com o italiano Mariano Deidda no disco Deidda Interpreta Pessoa, de 2001, só com poesia de Fernando Pessoa.
Em 2003, Celina foi condecorada com a Medalha de Ordem ao Mérito no grau Comendadora pelo presidente português, Jorge Sampaio, pelo seu trabalho na área da educação e da cultura cabo-verdiana.
Participou em inúmeros espectáculos ao vivo. Entre Mornas e Fados, realizado no Cinema São Jorge, em 2009, foi uma expressão da sua vontade de diálogo cultural permanente entre as culturas musicais populares cabo-verdiana e portuguesa. Em 2014, foi homenageada com o Prémio Carreira na 4.ª edição do Cabo Verde Music Awards (CVMA).
Lançado em 2017, seu disco "Areias Mornas de Bubista" homenageia poetas e compositores da sua terra natal, a ilha da Boa Vista, como Luís Rendall em 12 temas - 11 mornas e uma coladeira. 
Celina também é conhecida por seu trabalho como autora e escreveu três títulos de áudio-livros multilingues, que vêm servindo os programas de educação Intercultural, com destaque para "Estória Estória... do Tambor a Blimundo".  Publicou, em 2018, “A Sereia Mánina e os seus sapatos vermelhos" um livro infantil de histórias cabo-verdianas em formato impresso e audiobook em português, cabo-verdiano e em braille.
Aos 80 anos, Celina morreu em Lisboa, a 17 de Dezembro de 2020, vítima de doença, curiosamente no mesmo dia e mês de outra grande cantora de seu país, Cesária Évora, que morreu em 2011.

## Prêmios e Reconhecimentos
- 2003 Medalha ao Mérito Comendador, pelo Governo Português [20][21]
- 2009 Diploma de Honra e Mérito da A.I.P.A (Associação de Imigrantes nos Açores) [13]
- 2014 Prêmio Carreira, Cabo Verde Music Awards (CVMA) [14][22]
- 2017 Prémio de mérito da Multilanguage Schools Foundation, do Funchal.[23]
- 2017 Prémio Lusofonia.[23]
- 2018 Oscar Mulher Empreendedora na categoria Música.[23]
- 2018 Foi homenageada pela Santa Casa da Misericórdia de Almada.[24]

## Obra

### Discografia[25]
- 1979 - Bubista, Nha Terra / Oh, Boy! ‎(Monte Cara)
- 1986 - Força de cretcheu (Lp, Dacapo)
- 1990 - Estória, Estória...No Arquipélago das Maravilhas
- 1994 - Nos Tradição (Sonovox) [26]
- 1998 - Harpejos e Gorgeios (Sonovox)
- 1998 - Estória, estória... no arquipélago das maravilhas vol. 1 (Movieplay)[27]
- Estória, estória... no arquipélago das maravilhas vol. 1 (audiolivro, Editora Independente)
- 2017 - Areias Mornas de Bubista [28]